# Municipio de Benton (condado de Holt)
El municipio de Benton (en inglés: Benton Township) es un municipio ubicado en el condado de Holt en el estado estadounidense de Misuri. En el año 2010 tenía una población de 1493 habitantes y una densidad poblacional de 11,49 personas por km².

## Geografía
El municipio de Benton se encuentra ubicado en las coordenadas 40°6′39″N 95°12′19″O / 40.11083, -95.20528. Según la Oficina del Censo de los Estados Unidos, el municipio tiene una superficie total de 129.97 km², de la cual 129,05 km² corresponden a tierra firme y (0,71 %) 0,92 km² es agua.

## Demografía
Según el censo de 2010, había 1493 personas residiendo en el municipio de Benton. La densidad de población era de 11,49 hab./km². De los 1493 habitantes, el municipio de Benton estaba compuesto por el 96,38 % blancos, el 0,27 % eran afroamericanos, el 2,01 % eran amerindios, el 0,54 % eran asiáticos, el 0,2 % eran de otras razas y el 0,6 % eran de una mezcla de razas. Del total de la población el 0,87 % eran hispanos o latinos de cualquier raza.